# سنجش از دور هند

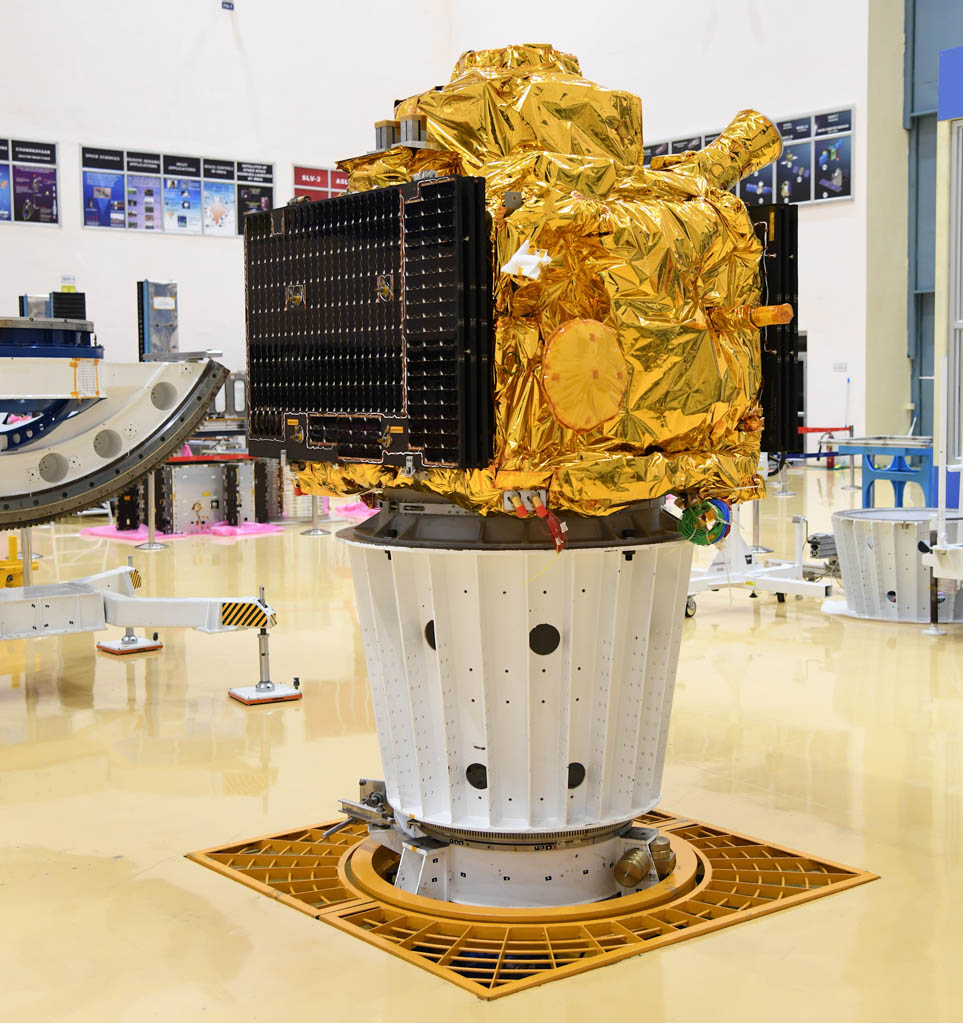
ماهواره قطب سنج اشعه ایکس (XPoSat)

ماهواره‌های سنجش از دور هند (انگلیسی: Indian Remote Sensing) یا IRS مجموعه‌ای از ماهواره‌های دیده‌بانی زمین هستند که عملیات ساخت، پرتاب و نگه‌داری آن‌ها توسط سازمان تحقیقات فضایی هند انجام شده است. ماهواره‌های آی‌آراس فراهم‌کننده اطلاعات سنجش از دور هند هستند.

## کابردهای داده‌های آی‌آراس
داده‌های ماهواره‌های سنجش از دور هند کابردهای گوناگونی در پایش منابع طبیعی و مدیریت آن توسط "سامانه ملی مدیریت منابع طبیعی (NNRMS)" دارد که برخی از این کابردها به شرح زیر است:
- ورودی‌های مکان‌مبنا در برنامه‌های تمرکززدایی
- سامانه ملی اطلاعات شهری
- برنامه حمایتی مدیریت بلایای طبیعی
- برنامه مطالعه تنوع زیستی
- پیش‌بینی تولید محصولات کشاورزی
- پایش و ارزیابی خشک‌سالی بر اساس پوشش گیاهی
- تهیه نقشه خطر سیلاب و ارزیابی مدیریت سیلاب
- تهیه نقشه‌های هیدروژئومورفولوژیک از منابع آب‌های زیرزمینی
- پایش آبیاری محصولات کشاورزی
- برآورد میزان رواناب ذوب برف به منظور مدیریت و کاربرد آن در حوضه‌های پایین‌دست
- تهیه نقشه‌های کاربری اراضی و پوشش ارضی
- برنامه‌ریزی شهری
- جنگل‌داری و مرتع‌داری
- تحلیل تاثیرات محیطی
- اکتشاف معادن
- مطالعات ساحل

## تهیه و پردازش داده‌های ماهواره‌ای
مرکز ملی سنجش از دور (NRSC) در حیدرآباد هند مسئولیت تهیه، بایگانی و انتشار داده‌های سنجش از دور این کشور را بر عهده دارد. این مرکز داده‌های همه ماهواره‌های سنجش از دور هند مانند کارتوست-۱، کارتوست-۲، ریسورس‌ست-۱، آی‌آراس-۱دی، اوشن‌ست-۱ و ماهواره آزمایش فناوری همانند ماهواره‌های خارجی ترا، اداره ملی اقیانوسی و جوی و ماهواره اروپایی سنجش از دور را جمع‌آوری و پردازش می‌کند.